# 非經典邏輯
非经典邏輯（英語：Non-classical logic），也称为替代逻辑（英語：alternative logics），概括了在经典邏輯體系之外的各種形式系統，這些系統在命題及謂詞等方面，與经典邏輯不同。
哲学逻辑被理解为包含并专注于非经典逻辑，尽管该术语还有其他含义。
此外，可以将理论计算机科学的某些部分视为使用非经典推理，尽管这因学科领域而异。隨著現代哲學邏輯與理論計算機科學的發展，推動了非经典邏輯發展。

## 简介
经典逻辑基于公理化的四个基本原理：同一律、排中律、无矛盾律（也被称为矛盾律）和充足理由律。经典逻辑也被特征化为下面一些性质：
- 同一律
- 排中律
- 无矛盾律
- 充足理由律
- 蕴涵的单调性（英语：Monotonicity of entailment）和蕴涵的幂等律（分别就是结构规则中弱化规则和紧缩规则）
- 合取的交换律
- 德·摩根对偶律：所有逻辑算子都对偶于另一个。

非经典逻辑是缺乏上面这其中的某一个或多个特性的逻辑系统。
历史上关于经典逻辑（古典邏輯），康德认为亚里士多德发现了关于逻辑的一切知识，逻辑史学家潘特尔得出了这样的推论，即亚里士多德之后的任何逻辑学家所提出的新事物，实际是困惑、愚蠢或不正当的。在经典逻辑系统里，从矛盾中可以推导出任何东西；这叫做爆炸原理（ECQ; ex contradictione quodlibet）。ECQ在非经典逻辑往往不成立。发明非经典逻辑（例如，次协调逻辑）有很多动机。比如，不一致的（矛盾的）信息存在于信仰、道德、辩证法、人工智能、形式语义、集合论、算法和哥德尔不完备定理等领域，经典逻辑的会导致反直觉结果的协调性（一致性）的不满足。发明非经典逻辑的主要动机是坚信应该有可能以受控和区分的方式，对这些含不一致的信息的系统进行推理。
在19世纪末至20世纪初，逻辑和数学的基础受到许多困难（所谓的悖论）的发现的影响，特别是经典集合论中被发现有自相矛盾的现象，尤其是罗素悖论，以极为简明的形式震撼了数学的基础。这些难题涉及基本概念以及定义和推理的基本方法，这些以前通常被认为是没有问题的。悖论的研究也促进了非经典逻辑的研究和发展。

## 例子
被歸類為非古典邏輯的系統包括：
- 次协调逻辑[6][8]
- 相干逻辑
- 时间逻辑
- 双面真理说
- 可计算性逻辑
- 多值逻辑
- 模糊逻辑
- 直觉主义逻辑
- 线性逻辑
- 模态逻辑